# Battle of the Year

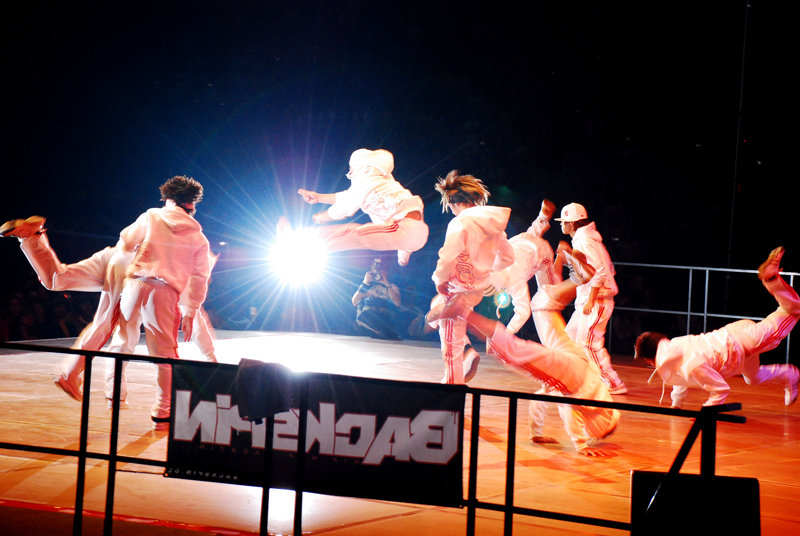
Una crew asiatica si esibisce al Offensive Of Columbus

Il Battle of the Year (Battaglia dell'Anno, detta anche semplicemente BOTY, acronimo della versione inglese) è considerato il contest di break dance più famoso al mondo. Dal 1990 le crew vincitori delle selezioni nazionali, si incontrano per disputare la fase finale in una città del mondo. Il BOTY si articola in una fase coreografica e in una propriamente di battle. Ogni crew partecipante presenta una coreografia della durata massima di 6 minuti, poi la giuria seleziona le migliori 4 che si sfidano con le regole del battle classico in due turni (semifinale e finale). Fin dalla sua fondazione, il BOTY è la vetrina sull'evoluzione della break dance internazionale.
In occasione della competizione annuale, viene pubblicato un CD/LP chiamato "The Official battle of the Year Motion Soundtrack", caratterizzata dalla presenza di alcuni dei principali dj come Def Cut, Cutmaster GB e DJ Phantom

## Storia dell'evento

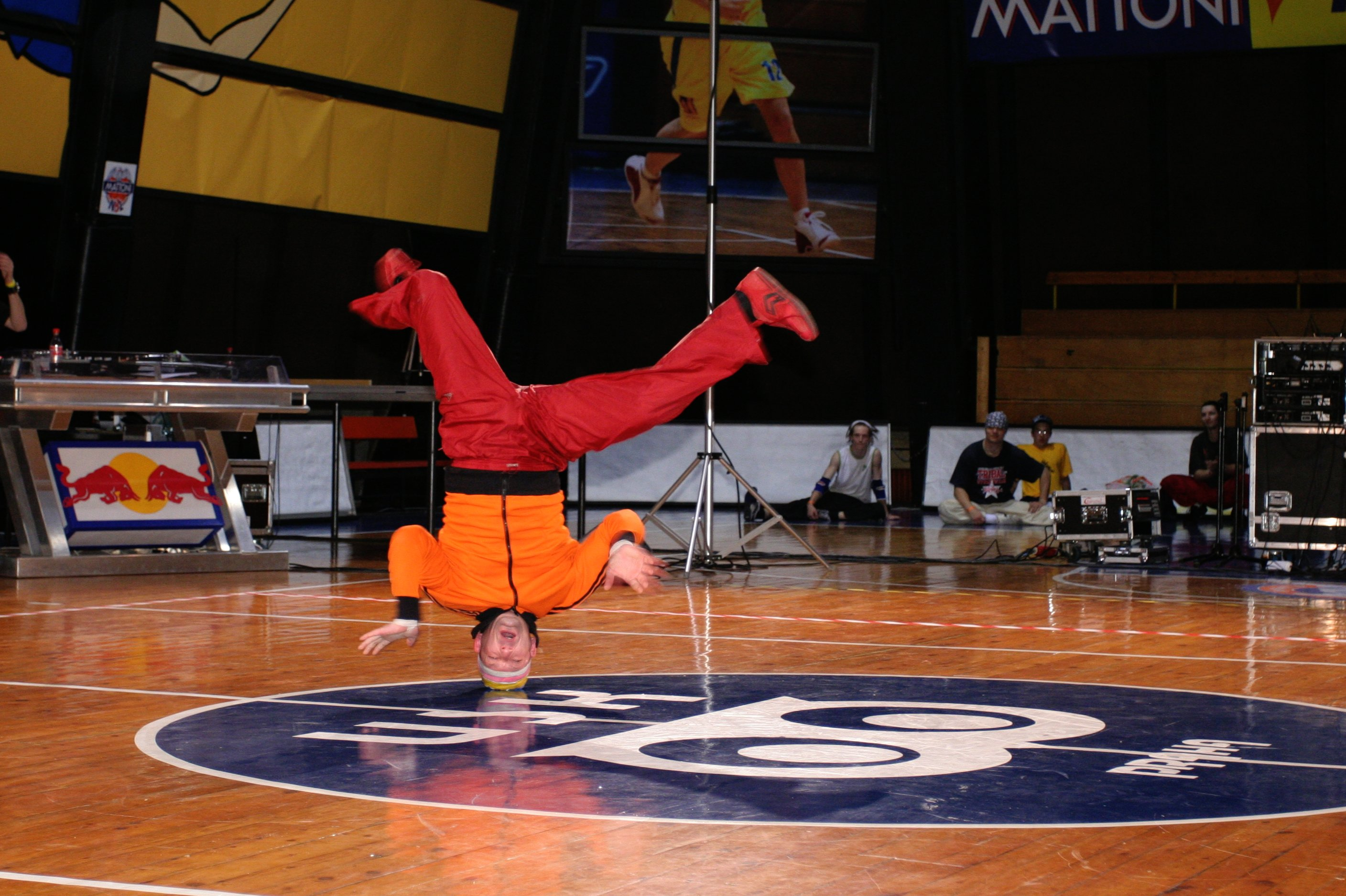
Un membro della giuria durante il Battle of the Year CZ 2006.

La competizione era intitolata Breakdance International Cup quando si svolse nel 1990 e non prevedeva ancora battle ma solamente esibizioni coreografiche (showcase) e vide trionfare la crew anglo-tedesca dei TDB.
Dopo la variazione del nome in The Battle nel 1991, l'anno successivo la competizione prese l'attuale nome e la formula ad eliminazione diretta finale. La location dalla sua creazione è in Germania, e dal 2001 alla Wolkswagenhalle di Braunschweig.

### Vincitori
| Anno | Naz.                                         | Crew vincitrice    |
| ---- | -------------------------------------------- | ------------------ |
| 1990 | Germania (bandiera) · Regno Unito (bandiera) | TDB                |
| 1991 | Germania (bandiera) · Italia (bandiera)      | Battle Squad       |
| 1992 | Germania (bandiera)                          | Battle Squad       |
| 1993 | Regno Unito (bandiera)                       | Always Rockin Tuff |
| 1994 | Germania (bandiera)                          | Vlinke Vuesse      |
| 1995 | Francia (bandiera) · Italia (bandiera)       | The Family         |
| 1996 | Svizzera (bandiera)                          | Toys in Effect     |
| 1997 | Stati Uniti (bandiera)                       | Style Elements     |
| 1998 | Stati Uniti (bandiera)                       | Rock Force         |
| 1999 | Ungheria (bandiera)                          | Suicidal Lifestyle |
| 2000 | Germania (bandiera)                          | Flying Steps       |
| 2001 | Francia (bandiera)                           | Wanted             |
| 2002 | Corea del Sud (bandiera)                     | Expression         |
| 2003 | Francia (bandiera)                           | Pockémon           |
| 2004 | Corea del Sud (bandiera)                     | Gambler Crew       |
| 2005 | Corea del Sud (bandiera)                     | Last for One       |
| 2006 | Francia (bandiera)                           | Vagabonds          |
| 2007 | Corea del Sud (bandiera)                     | Extreme crew       |
| 2008 | Russia (bandiera)                            | Top 9              |
| 2009 | Corea del Sud (bandiera)                     | Gambler Crew       |
| 2010 | Corea del Sud (bandiera)                     | Jinjo Crew         |
| 2011 | Francia (bandiera)                           | Vagabonds          |
| 2012 | Francia (bandiera)                           | Vagabonds          |
| 2013 | Corea del Sud (bandiera)                     | Fusion Mind Crew   |
| 2014 | Russia (bandiera)                            | The Predatorz      |
| 2015 | Giappone (bandiera)                          | The Flooriorz      |
| 2016 | Giappone (bandiera)                          | The Flooriorz      |
| 2017 | Giappone (bandiera)                          | The Flooriorz      |
| 2018 | Corea del Sud (bandiera)                     | Jinjo Crew         |

### Best Show
| Anno | Naz.                                      | Crew vincitrice    |
| ---- | ----------------------------------------- | ------------------ |
| 1997 | Germania (bandiera)                       | South Side Rockers |
| 1998 | Giappone (bandiera)                       | Spartanic Japan    |
| 1999 | Giappone (bandiera) · Svizzera (bandiera) | Spartanic Rockers  |
| 2000 | Giappone (bandiera)                       | Waseda Breakers    |
| 2001 | Corea del Sud (bandiera)                  | Visual Shock       |
| 2002 | Francia (bandiera)                        | Vagabonds          |
| 2003 | Giappone (bandiera)                       | Fire Works         |
| 2004 | Italia (bandiera)                         | Break the Funk     |
| 2005 | Giappone (bandiera)                       | Ichigeki           |
| 2006 | Francia (bandiera)                        | Vagabonds          |
| 2007 | Giappone (bandiera)                       | Turn Phase Crew    |
| 2008 | Russia (bandiera)                         | Top 9              |
| 2009 | Giappone (bandiera)                       | All Area Crew      |
| 2010 | Giappone (bandiera)                       | Mortal Combat      |
| 2011 | Francia (bandiera)                        | Vagabonds          |
| 2012 | Francia (bandiera)                        | Vagabonds          |
| 2013 | Giappone (bandiera)                       | Flooriorz          |
| 2014 | Corea del Sud (bandiera)                  | Fusion Mind Crew   |
| 2015 | Spagna (bandiera)                         | Doble KO Team      |
| 2016 | Francia (bandiera)                        | Melting Force      |
| 2017 | Giappone (bandiera)                       | The Flooriorz      |
| 2018 | Corea del Sud (bandiera)                  | Jinjo Crew         |

## Plurivincitori
| Anno             | Nazione                                 | Crew vincitrice | Totale |
| ---------------- | --------------------------------------- | --------------- | ------ |
| 2015, 2016, 2017 | Giappone (bandiera)                     | The Flooriorz   | 3      |
| 2006, 2011, 2012 | Francia (bandiera)                      | Vagabonds       | 3      |
| 1991, 1992       | Germania (bandiera) · Italia (bandiera) | Battle Squad    | 2      |
| 2004, 2009       | Corea del Sud (bandiera)                | Gambler Crew    | 2      |
| 2010, 2018       | Corea del Sud (bandiera)                | Jinjo Crew      | 2      |

## Plurivincitori Best Show
| Anno                   | Nazione                                   | Crew vincitrice   | Totale |
| ---------------------- | ----------------------------------------- | ----------------- | ------ |
| 2002, 2006, 2011, 2012 | Francia (bandiera)                        | Vagabonds         | 4      |
| 1998, 1999             | Giappone (bandiera) · Svizzera (bandiera) | Spartanic Rockers | 2      |
| 2013, 2017             | Giappone (bandiera)                       | The Flooriorz     | 2      |

## Battle of The Year Italia
Nell'ambito del BOTY, l'evento italiano è iniziato nel 2003, da allora si è sempre svolto a Roma, dapprima al Teatro Olimpico, successivamente al Palafijikam di Ostia e le ultime edizioni al Teatro Golden di Roma, nel 2014 l'evento si sposta all'Alcatraz di Milano coinvolgendo persone da tutta Italia. Riportiamo i risultati delle varie edizioni:

### 2003
- 1º: Break the Funk (Ravenna)
- 2º: Ormus Force (Cagliari)
- 3º: Fight Club (Treviso)
- 4º: Double B Rockers (Napoli)

### 2004
- 1º: Break the Funk (Ravenna)
- 2º: Ormus Force (Cagliari)
- 3º: Footwork Mafia (Milano)
- 4º: Rapid Soul Moves (Ortona/Cento)

### 2005
- 1º: Double B Rockers (Roma/Napoli)
- 2º: Ormus Force (Cagliari)
- 3º: Savage Crew (Palermo)
- 4º: To Da Beat (Altamura/Santeramo/Molfetta)

### 2006
- 1º: Ormus Force (Cagliari)
- 2º: Heroes(Roma)
- Semifinalista: Banana Split
- Semifinalista: Savage Crew (Palermo)
- Best Show: Savage Crew (Palermo)

### 2007
- 1º: Rapid Soul Moves (Ortona)
- 2º: Ormus Force (Cagliari)
- Semifinalista: Heroes (Roma)
- Semifinalista: To Da Beat (Altamura/Santeramo/Molfetta)
- Best Show:Rapid Soul Moves (Ortona/Cento)

### 2008
L'edizione italiana del BOTY non si è tenuta

### 2009
- 1°: De Klan (Roma)
- 2º: Break the Funk (Ravenna)
- Semifinalista: Heroes (Roma)
- Semifinalista: Urban Force (Roma)
- Best Show: Heroes (Roma)

### 2010
- 1°: De Klan (Roma)
- 2º: Heroes (Roma)
- Semifinalista: Artisti della strada (Pescara)
- Semifinalista: Knef Crew (Napoli)
- Best Show: De Klan (Roma)

### 2011
- 1º: De Klan (Roma)
- 2º: License to chill (Ortona/Lodi/Firenze/Bologna)
- Semifinalista: Cyclo-p (Catania)
- Semifinalista: Heroes (Roma)
- Best Show: License to chill (Ortona/Lodi/Firenze/Bologna)

### 2012
- 1º: De Klan (Roma)
- 2º: Last Alive (Lecce)
- Semifinalista: Prisoners crew (L'Aquila)
- Semifinalista: Fusion Crew (Taranto)
- Best Show: De Klan (Roma)

### 2013
- 1º: De Klan (Roma)
- 2º: Last Alive (Lecce)
- Semifinalista: Unstoppable Squad (Napoli)
- Semifinalista: Men In Break (Roma)
- Best Show: De Klan (Roma)

### 2014
- 1º: Last Alive (Lecce)
- 2º: 0371 Crew (Lodi)
- Semifinalista: Funkobotz (Trento)
- Semifinalista: Cool-In-Aria (Catania/Messina/Siracusa/Reggio Calabria)
- Best Show: Last Alive (Lecce)

### 2015
- 1º: De Klan (Roma/Napoli)
- 2º: Last Alive (Lecce)
- Semifinalista: Main Engineerz (Ravenna)
- Semifinalista: Senses Family (Roma)
- Best Show: Last Alive (Lecce)

### 2016
- 1º: Illeagles (Triveneto)
- 2º:  Ormus Force (Cagliari)
- Semifinalista: Supreme Legion (Napoli/Roma)
- Semifinalista: Bastardi Senza Gloria (Sardegna, Puglia)
- Best Show: Illeagles (Triveneto)
- Boty Kidz: Legend Of Puglia (Lecce)

### 2017
- 1º: Last Alive (Lecce)
- 2º: Funky Parrots (Milano)
- Semifinalista: Funk Warriors (Bari)
- Semifinalista: Lotta Boyz (Roma)
- Best Show: Last Alive (Lecce)
- Boty Kidz: Fluido Kidz (Roma)

### 2018
- 1º: Bandits (Milano)
- 2º: Lotta Boyz (Roma)
- Semifinalista: QQT1C (Palermo)
- Semifinalista: Angry Breaks (Forlì-Cesena)
- Best Show: Bandits (Milano)

Kids
- 1°: ChapterZ Milano

### 2019
- 1°: Lotta Boyz (Roma)
- 2°: Angry Street Eagles (Udine/Forlì/Cesena)
- Best Show: Angry Street Eagles (Udine/Forlì/Cesena)

Kids
- 1°: Younguunz (Palermo/Roma/Firenze/Milano)

## Plurivincitori
| Anno                               | Città   | Crew vincitrice | Totale |
| ---------------------------------- | ------- | --------------- | ------ |
| 2009, 2010, 2011, 2012, 2013, 2015 | Roma    | De Klan         | 6      |
| 2003, 2004                         | Ravenna | Break the Funk  | 2      |

| 2014, 2017 ||  Lecce || LAST ALIVE CREW || 2

## Plurivincitori Best Show
| Anno             | Città | Crew vincitrice | Totale |
| ---------------- | ----- | --------------- | ------ |
| 2010, 2012, 2013 | Roma  | De Klan         | 3      |
| 2014, 2015       | Lecce | Last Alive      | 2      |

## Filmografia
- Battle of the Year - La vittoria è in ballo (2013)